# Iōannīs Geōrgiadīs
Iōannīs Geōrgiadīs (in greco Ιωάννης Γεωργιάδης?; Tripoli, 29 marzo 1876 – Atene, 14 marzo 1960) è stato uno schermidore greco.
Partecipò alle gare di scherma delle prime Olimpiadi moderne che si svolsero ad Atene nel 1896, nella sciabola, vincendo la medaglia d'oro, battendo il connazionale Tīlemachos Karakalos.
Ha vinto anche una medaglia d'oro ed una d'argento ai giochi intermedi di Atene del 1906 (non riconosciuti dal CIO)